# إيفا فرانكو
إيفا فرانكو (بالإسبانية: Eva Franco) هي ممثلة أرجنتينية، ولدت في 29 يونيو 1906 في الأرجنتين، وتوفيت بنفس المكان في 28 مارس 1999.

## وصلات خارجية
- إيفا فرانكو على موقع IMDb (الإنجليزية)
- إيفا فرانكو على موقع قاعدة بيانات الفيلم (الإنجليزية)